# 无界航空
无界航空（Limitless Airways）是一家包机航空公司，总部设在克罗地亚Omišalj。无界航空由一家瑞典游程承揽业运营者Scandjet创建，运营从北欧飞往北亚得里亚海海岸克罗地亚和波黑的城市。

## 历史
无界航空创立于2015年1月，并于同年5月开始运营。